# 植木村 (埼玉県)
植木村(うえきむら)は埼玉県比企郡、入間郡にあった村。

## 歴史
村名は古くから当地方は植木の里と称していたことに由来する。

### 沿革
- 1889年（明治22年）4月1日 - 比企郡中老袋村，鹿飼村，上老袋村，東本宿村，下老袋村が合併して植木村となる。
- 1896年（明治29年）4月1日 - 比企郡から入間郡になる。
- 1938年（昭和13年）5月1日 - 下老袋と東本宿は古谷村へ、中老袋、上老袋、鹿飼は芳野村へ分割編入される。

### 村域の変遷
| 1868年 以前 | 1868年 以前     | 1879年 (明治12) | 1889年 (明治22) 4月1日 | 1896年 (明治29) 3月29日 | 1896年 (明治29) 3月29日 | 1939年 (昭和13) 5月1日 | 1955年 (昭和30) 4月1日 | 現在   |
| ----------- | --------------- | --------------- | ---------------------- | ----------------------- | ----------------------- | ---------------------- | ---------------------- | ------ |
|             | 比企郡 鹿飼村   | 比企郡 鹿飼村   | 比企郡 植木村          | 入間郡 に移行           | 植木村                  | 芳野村 に編入          | 川越市 に編入          | 川越市 |
|             | 比企郡 上老袋村 |                 | 比企郡 植木村          | 入間郡 に移行           | 植木村                  | 芳野村 に編入          | 川越市 に編入          | 川越市 |
|             | 比企郡 中老袋村 |                 | 比企郡 植木村          | 入間郡 に移行           | 植木村                  | 芳野村 に編入          | 川越市 に編入          | 川越市 |
|             | 比企郡 下老袋村 | 比企郡 下老袋村 | 比企郡 植木村          | 入間郡 に移行           | 植木村                  | 古谷村 に編入          | 川越市 に編入          | 川越市 |
|             |                 | 比企郡 東本宿村 | 比企郡 植木村          | 入間郡 に移行           | 植木村                  | 古谷村 に編入          | 川越市 に編入          | 川越市 |

## 地域
- 植木 分割編入後、植木の村名は廃止され現在では公式地名として残っておらず、また地区名などとしても用いられない。
- 下老袋・東本宿　古谷村参照。
- 中老袋・上老袋・鹿飼　芳野村参照。

## 参考資料
- 角川日本地名大辞典